# Luis Gradín
Luis Mariano Gradín (Buenos Aires, fecha desconocida de 1942) es un arquitecto, exrugbista, exentrenador y dirigente argentino que se desempeñaba como medio scrum. Fue internacional con los Pumas de 1965 a 1973 y su director técnico en los años 1990.

## Carrera
Primero jugó para el San Isidro Club y luego en el Belgrano Athletic Club, donde se retiró.

### Selección nacional
En 1965 el sudafricano Izak Van Heerden lo convocó a la selección para disputar la gira al sur de África, allí fue suplente de Adolfo Etchegaray y por ello no jugó ningún partido de prueba. Durante el viaje Gradín solo jugó partidos de entrenamiento, la selección venció sorprendentemente a Sudáfrica A y recibió el apodo «Pumas». Debutó con los Pumas meses después, contra un combinado Oxbridge que visitó el país en septiembre.
Jugó su última prueba ante Escocia A en noviembre de 1973, en total disputó catorce pruebas y marcó 32 puntos (de aquel entonces). Enfrentó a los Cóndores, los Ireland Wolfhounds, Rumania, Sudáfrica A dos veces y los Teros.

## Entrenador
De 1978 a 1980 el director técnico de los Pumas, Aitor Otaño, lo llevó como entrenador asistente.

### Pumas
En 1990 la UAR lo eligió entrenador de la selección y Gradín llevó como asistentes a José Imhoff y Guillermo Lamarca.
Decidió no convocar nuevamente a la veterana leyenda Hugo Porta, cerrando la era de quien entonces tenía 38 años y aun así era un indiscutido titular. Por insistencia de sus asistentes, designó nuevo capitán al tucumano Pablo Garretón y lo convirtió en el primero nacido fuera de Buenos Aires. El cuerpo técnico además llevó una convocatoria por las provincias del Interior de una intensidad nunca antes vista, dirigida por Lamarca que había jugado el Torneo Regional del Noroeste.
Bajo su mando debutaron Lisandro Arbizu, Germán Llanes, Federico Méndez, Pedro Sporleder y Martín Terán, Argentina enfrentó por vez primera a España y obtuvo la primera victoria contra Les Bleus en Francia.
En Inglaterra 1991 los Pumas integraron el grupo de la muerte y recibieron una paliza ante Samoa. Pese a una buena oposición contra los Wallabies y un gran rendimiento frente a los Dragones rojos, perdieron todos los partidos y resultaron eliminados.
El cuerpo técnico renunció tras ganar el Torneo Sudamericano en 1993. Actualmente se justifica que el fracaso en Inglaterra 1991 se debió a haber seleccionado al plantel más joven y con menos experiencia internacional.

## Dirigente
Fue presidente de la UAR de 1996 a 2000, él encaró la profesionalización del rugby (en Argentina solo afectó la selección nacional) y nombró como entrenador de los Pumas al neozelandés Alex Wyllie; quien modificó sustancialmente el rugby argentino.
Él aceptó que los jugadores profesionales representaran a los Pumas y permitió la publicidad en las camisetas. Mientras, Wyllie en Gales 1999 logró llevar a los Pumas a la fase final por vez primera.

### URBA
En 2012 resultó elegido presidente de la Unión de Rugby de Buenos Aires, la más poderosa del país. Fue reelecto en 2014 y se retiró de la dirigencia al finalizar su mandato en 2016.
Durante su gestión llevó a cabo una importante reestructuración de los ascensos al Top 12 de la URBA y las Águilas, la selección de la unión, ganó el Campeonato Argentino de 2008, 2015 y 2016.

## Palmarés
- Campeón del Sudamericano de Rugby A de 1969, 1973, 1991 y 1993.

| Predecesor: Rodolfo O'Reilly | Entrenador de Argentina 1990 − 1993 | Sucesor: Alejandro Petra |